# Грчка на Летњим олимпијским играма 2016.
Грчка је учествовала на Летњим олимпијским играма 2016. које су одржане у Рио де Жанеиру у Бразилу од 5. до 21. августа 2016. године. Олимпијски комитет Грчке послао је 93 квалификованих спортиста у петнаест спортова. Освојено је шест медаља од тога пет златних. Најуспешнија је била репрезентативка у стрељаштву, Ана Коракаки са две медаље.

## Освајачи медаља

### Злато
- Ана Коракаки — Стрељаштво, 25 м МК пиштољ
- Елефтериос Петрунијас — Гимнастика, кругови
- Катерина Стефаниди — Атлетика, скок мотком

### Сребро
- Спиридон Јаниотис — Пливање, 10 км маратон

### Бронза
- Ана Коракаки — Стрељаштво, 10 м ваздушни пиштољ
- Павлос Кајалис, Панајотис Мантис — Једрење, класа 470

## Учесници по спортовима
| Спорт            | Мушкарци | Жене | Укупно |
| ---------------- | -------- | ---- | ------ |
| Атлетика         | 10       | 15   | 25     |
| Бициклизам       | 3        | 0    | 3      |
| Ватерполо        | 13       | 0    | 13     |
| Веслање          | 8        | 2    | 10     |
| Гимнастика       | 2        | 7    | 9      |
| Дизање тегова    | 1        | 0    | 1      |
| Једрење          | 5        | 2    | 7      |
| Мачевање         | 0        | 2    | 2      |
| Пливање          | 10       | 4    | 14     |
| Рвање            | 0        | 1    | 1      |
| Синхроно пливање | -        | 2    | 2      |
| Стони тенис      | 1        | 0    | 1      |
| Стреличарство    | 0        | 1    | 1      |
| Стрељаштво       | 1        | 1    | 2      |
| Џудо             | 2        | 0    | 2      |
| 15 спортова      | 56       | 37   | 93     |